# Philaenus ikumae
Philaenus ikumae är en insektsart som först beskrevs av Matsumura 1915.  Philaenus ikumae ingår i släktet Philaenus och familjen spottstritar. Inga underarter finns listade i Catalogue of Life.